# Château d'Autricourt
 (avril 2023).
Si vous disposez d'ouvrages ou d'articles de référence ou si vous connaissez des sites web de qualité traitant du thème abordé ici, merci de compléter l'article en donnant les références utiles à sa vérifiabilité et en les liant à la section « Notes et références ».
Le château d'Autricourt est une ancienne forteresse médiévale remaniée aux XIVe, XVIe et XIXe siècles située dans le village d'Autricourt, dans le département français de la Côte-d'Or.

## Localisation
Le château d'Autricourt est situé à l'ouest du village, dans le lit majeur de l'Ource qui en alimente les douves .

## Historique
Le premier château fort construit par la famille d'Autricourt remonte au XIe siècle. Il comptait de nombreuses tours et le pont levis jeté sur de larges fossés permettant l'accueil d'une forte garnison. Il change de mains à maintes reprises, passant de Jehan d'Anglure, seigneur d'Autricourt en 1176, à Pierre de Mont-Saint-Jean puis à Jean d'Autricourt, bienfaiteur de la commanderie d'Épailly. La propriété est cédée en 1299 au duc Robert II de Bourgogne. En mars 1397, le duc Philippe le Hardi la remet à son maître d'hôtel, Guichard de Saint-Seine.
Jean de Rupt réunit ensuite les différentes parties de la seigneurie et ses descendants en restent maîtres jusque vers 1510. En 1536, Jehan de Rupt et Béatrice de Pontailler la revendent aux Saladin d'Anglure qui la tenaient déjà trois siècles plus tôt. Ceux-ci la conservent jusqu'en 1673. En 1698, elle est rachetée par Lemoine et c'est Charles-Louis de Valois qui en hérite en 1718. En 1769, Autricourt passe au marquis de Crillon. Jacques Alexandre Gautier de Vinfrais, seigneur de Villeneuve-le-Roi et d'Ablon rachète le château en 1794. Le domaine passe ensuite aux héritiers de sa fille, Charlotte, baronne de Pardailhan et pendant près de deux siècles le château d'Autricourt reste propriété de la famille de Treil de Pardailhan.

## Description

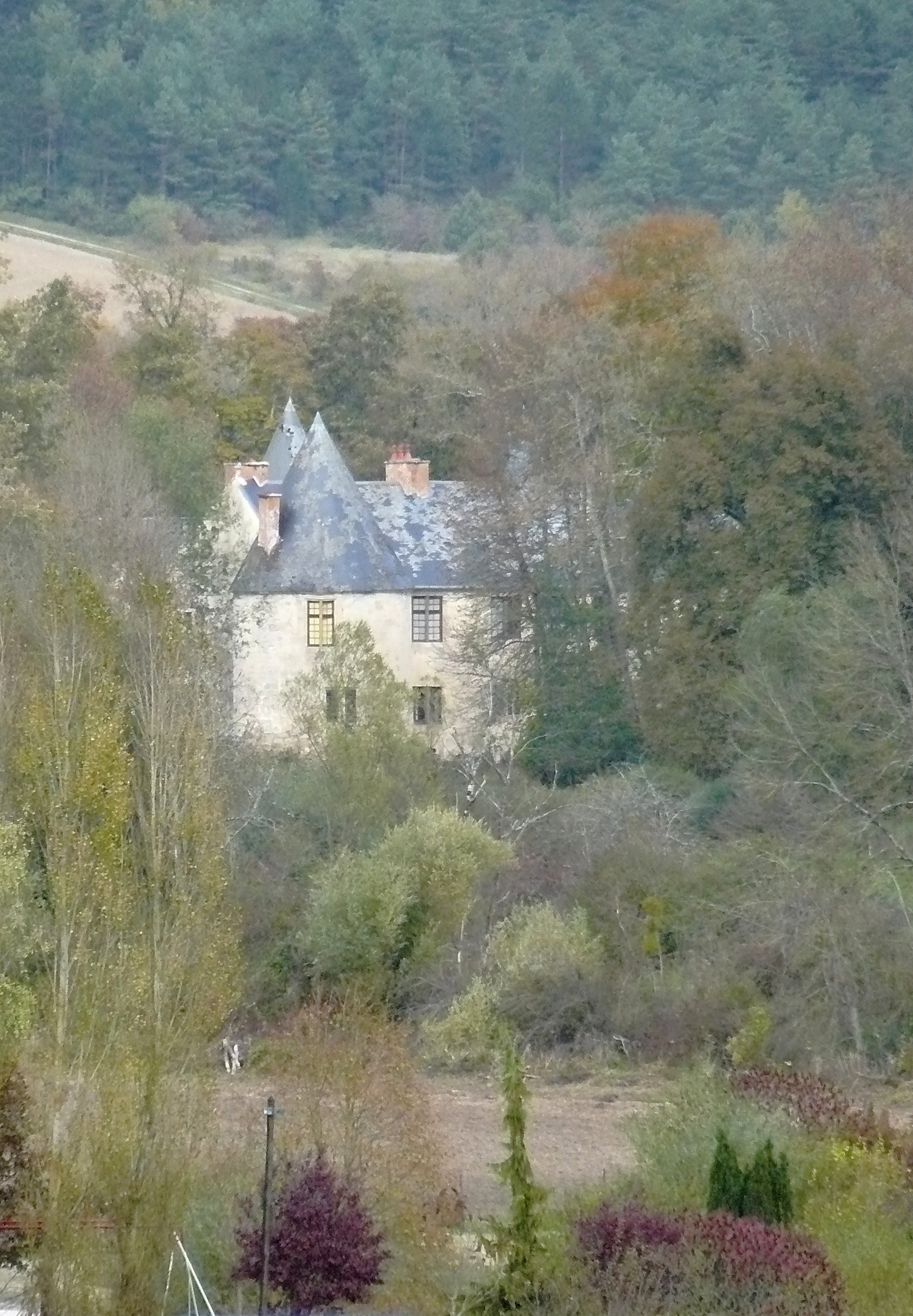
Le château.

Caché derrière les arbres de son parc, le château, propriété privée ouverte à la location, rebâti au XIVe siècle, modifié deux siècles plus tard à la suite des guerres de religion, est complété au XIXe siècle par un bâtiment plus moderne et une tourelle ronde d'escalier. Il a gardé ses douves où se mirent remparts et vieilles tours rondes dont certaines ont perdu leur toit. L'ensemble s'organise selon un grand U autour d'une cour donnant accès aux différents corps de logis. Il se compose de bâtiments d'enceinte du XVIe siècle flanqués de cinq tours et disposés sur une terrasse orientée est-ouest, plus étroite du côté ouest fermé par une tour carrée transformée en chapelle. Les douves sont alimentées par un canal d'amenée dans l'angle nord-est et se vident par un canal d'évacuation coupant la terrasse au nord. À l'est du château, un pigeonnier circulaire en ruines marque l'emplacement de l'ancienne basse-cour. 
Le pont d'accès est situé côté oriental. Le côté sud est fermé par deux bâtiments flanqués côté cour d'une tourelle à cinq pans abritant un escalier à vis demi-hors œuvre. L'angle nord-ouest est muni d'une tourelle de style troubadour et les trois angles sud de trois tours rondes qui montent des douves garnies de deux rangées de trois canonnières. Le côté nord est fermé par un bâtiment flanqué au nord-est d'une autre tour ronde à trois canonnières et au nord-ouest d'une tour carrée demi-hors œuvre en partie effondrée.

## Iconographie
Une lithographie du château est répertoriée, due au dessinateur Eugène Nesle et à Auguste Bry (graveur).